# Hautevesnes
Hautevesnes je francouzská obec v departementu Aisne v regionu Hauts-de-France. V roce 2012 zde žilo 162 obyvatel.

## Poloha obce
Sousední obce jsou: Bussiares, Courchamps, Licy-Clignon, Monnes, Priez, Saint-Gengoulph a Veuilly-la-Poterie.

## Vývoj počtu obyvatel
Počet obyvatel